# 夜市 (小説)
『夜市』（よいち）は、恒川光太郎の中篇小説集。

## 概要
第12回日本ホラー小説大賞受賞作であり、第134回直木賞の候補作にもなった「夜市」と、書き下ろしの「風の古道」を併せ、2005年10月に角川書店から刊行された。
「風の古道」はネモト摂（木根ヲサムの別名義）により漫画化され、2006年9月から10月まで、『週刊ヤングサンデー』に全5話で短期連載された。
同誌2007年21・22合併号より再び木根ヲサムの手によって同誌で連載が開始された。世界観や一部の登場人物を引き継いだ作品として、「まつろはぬもの〜鬼の渡る古道〜」と改題している。
2018年、奈々巻かなこによる作画で漫画化され、秋田書店の月刊少女漫画雑誌「ミステリーボニータ」7月号より連載が開始された。

## 収録作品
- 夜市（初出：『野性時代』2005年7月号）
- 風の古道（書き下ろし）

## 「夜市」

### あらすじ
大学生のいずみは高校で同級生だった裕司に誘われ、夜市へと出かける。道中で話を聞くと、裕司は小さい頃に夜市を訪れており、それが今夜も開かれることを学校蝙蝠からきいたという。一旦は呆れて帰ろうとするいずみだったが、公園の奥にある森で、夜市は本当に開かれていた。
黄泉の河原の石、なんでも斬れる剣、老化が早く進む薬……それらを売っているのは、永久放浪者に一つ目ゴリラ、のっぺらぼう。いずみは帰ろうとするものの、裕司ともども道に迷ってしまった。いくつもの出店で帰り道を尋ねるが、「何か取引をしない限り、夜市から帰ることはできない」という答えが返ってくる。
帰る手段を考えるため、以前裕司が訪れたときの話を聞こうとするいずみに、裕司は実は全財産である72万円を持参してきており、ある欲しいものを手に入れるためにこの夜市を訪れたのだと告白する。

### 評価
第12回日本ホラー小説大賞の選評にて、荒俣宏はクリスティーナ・ロセッティの『ゴブリン・マーケット』に比肩すると評している。

## 「風の古道」

### あらすじ
7歳の春、花見に出かけた小金井公園で父とはぐれて迷子になっていた私は、見知らぬおばさんに導かれて入った奇妙な未舗装道を歩いて武蔵野市の家まで帰るという経験をしたことがあった。12歳の夏休みにその話を親友のカズキにしたところ、興味を示した彼と共に私は再びその道に入ることになる。その道は、古くから確かに存在しながらも、ほとんどの人間には見えず、神々や異形の者たちが通る特別な道「古道」であった。
どれだけ歩いても一向に出口が見当たらず、不安を募らせていた私達は、茶店でレンという名の永久放浪者の青年と出会い、彼の案内で最も近くにあるという日野市に繋がっている出口に向かう。しかし、遭遇したコモリという男とレンが争いになる中、カズキは重傷を負い、まもなく死亡してしまう。私とレンは、カズキを生き返らせるため、蘇生の秘術が伝わるといわれる雨の寺を目指して旅を続けることとなり、その道中でレンは私に自身の出生の秘密や、コモリとの因縁を語る。

## 「夜市」ラジオドラマ
NHK-FM「FMシアター」で2015年10月24日に放送された（全1回）。

### キャスト
- 梅舟惟永
- 中川晃教
- 重松収
- 沼田爆
- 村治学
- 上川路啓志
- 鹿野真央
- 清水明彦
- 五月晴子
- 西田光貴
- 櫻井優輝
- 池田優音
- 池田優佳

### スタッフ
- 原作 - 恒川光太郎
- 脚色 - 原田裕文
- 音楽 - 菅谷昌弘
- 演出 - 佐々木正之
- 技術 - 浜川健治
- 音響効果 - 石川恭男